# Resolutie 1904 Veiligheidsraad Verenigde Naties
Resolutie 1904 van de Veiligheidsraad van de Verenigde Naties werd op 17 december 2009 unaniem aangenomen door de VN-Veiligheidsraad. De resolutie verscherpte de sancties die waren ingesteld tegen de Taliban en Al Qaida en de procedures in verband met de lijst van personen en organisaties waartegen sancties golden. Het waarnemingsteam op die sancties werd andermaal met 1,5 jaar verlengd. Er werd ook een ombudsman in het leven geroepen om verzoeken tot schrapping van de lijst te behandelen.

## Achtergrond
Al in 1999 had de Veiligheidsraad de eerste sancties ingesteld tegen de Taliban in Afghanistan. Die werden vervolgens uitgebreid naar Osama bin Laden en de Al Qaida-terreurorganisatie. In volgende resoluties werd precies vastgelegd welke sancties werden opgelegd en hoe op de sancties en de lijst met personen tegen wie ze golden werd toegekeken.

## Inhoud

### Waarnemingen
Terrorisme werd nog steeds als een van de grootste bedreigingen van de wereldwijde vrede en veiligheid gezien. Men was onder meer bezorgd om het gestegen aantal ontvoeringen door aan Al Qaida en de Taliban gelieerde organisaties, om fondsen te werven of politiek voordeel te behalen. De Veiligheidsraad herhaalde ook haar steun aan de strijd tegen de illegale drugshandel in Afghanistan. Op alle lidstaten werd aangedrongen actief mee te werken aan het bijhouden van de lijst met personen en organisaties waartegen sancties golden.

### Handelingen
De resolutie verscherpte de sancties die met eerdere resolutie waren opgelegd, namelijk de
bevriezing van financiële middelen, reisbeperkingen en een wapenembargo.
Ook werden de procedures voor het toevoegen en schrappen van personen en organisatie aan en van de lijst waartegen sancties golden aangescherpt.
Er werd een positie van ombudsman gecreëerd voor een beginperiode van 18 maanden. Die moest het sanctiecomité bijstaan bij het behandelen van verzoeken tot schrapping van de lijst.
Ook werd het mandaat van het waarnemingsteam in New York, opgericht in 2004, opnieuw verlengd met anderhalf jaar.

### Annex I
Annex I somde de taken van het waarnemingsteam op, dat onder het 1267-Comité ressorteerde.

### Annex II
Annex II legde de procedure vast die de ombudsman, die met deze resolutie werd aangesteld, moest volgen als hij een verzoek tot schrapping van de lijst kreeg.

## Verwante resoluties
- Resolutie 1805 Veiligheidsraad Verenigde Naties (2008)
- Resolutie 1822 Veiligheidsraad Verenigde Naties (2008)
- Resolutie 1963 Veiligheidsraad Verenigde Naties (2010)
- Resolutie 2082 Veiligheidsraad Verenigde Naties (2012)

Lijst ·  1860 ·  1861 ·  1862 ·  1863 ·  1864 ·  1865 ·  1866 ·  1867 ·  1868 ·  1869 ·  1870 ·  1871 ·  1872 ·  1873 ·  1874 ·  1875 ·  1876 ·  1877 ·  1878 ·  1879 ·  1880 ·  1881 ·  1882 ·  1883 ·  1884 ·  1885 ·  1886 ·  1887 ·  1888 ·  1889 ·  1890 ·  1891 ·  1892 ·  1893 ·  1894 ·  1895 ·  1896 ·  1897 ·  1898 ·  1899 ·  1900 ·  1901 ·  1902 ·  1903 ·  1904 ·  1905 ·  1906 ·  1907